# Acherontia morta
Acherontia morta är en fjärilsart som beskrevs av Jacob Hübner 1822. Acherontia morta ingår i släktet Acherontia och familjen svärmare. Inga underarter finns listade i Catalogue of Life.